# Peter Wernicke
Peter Wernicke (* 8. September 1958 in Sandersleben; † 8. September 2017 in Carpin) war ein deutscher Ornithologe, Tierfotograf und Naturschützer. Er war Leiter des Naturparks Feldberger Seenlandschaft.

## Leben
Peter Wernicke studierte von 1979 bis 1984 an der Humboldt-Universität zu Berlin Biologie. Danach arbeitete er an der Biologischen Station in Serrahn, wo er sich mit ornithologischen Themen befasste. 1989 wurde er mit einer Dissertation zum Einfluss des Wetters auf den herbstlichen Zug nordischer Gänse promoviert. Ein weiteres Arbeitsfeld wurde die Waldökologie.
Während der Wende in der DDR arbeitete er mit an der Vorbereitung des Teilgebiets Serrahn des Müritz-Nationalparks.  Ab 1. November 1990 leitete er den Aufbaustab des Naturparks Feldberger Seenlandschaft. Nach dessen Gründung 1997 übernahm er die Leitung des Naturparks.
Sowohl beruflich als auch ehrenamtlich setzte er sich für den Schutz der Buchenwälder in Mecklenburg-Vorpommern ein. Ein weiteres Anliegen war ihm der Schutz der Greifvögel, insbesondere der Erhalt der Brutreviere des Schreiadlers.
Peter Wernicke beschäftigte sich seit 1980 mit Tierfotografie. Er gehörte 1986 zu den Mitbegründern der Arbeitsgemeinschaft Mecklenburger Tierfotografen. 1990 wurde er Mitglied der Gesellschaft Deutscher Tierfotografen. Mehrere seiner Bilder wurde mit nationalen und internationalen Preisen ausgezeichnet. 1996 wurde er als Naturfotograf des Jahres ausgezeichnet.
Für ihr Buch Serrahn – Weltnaturerbe im Müritz-Nationalpark wurden Peter Wernicke und Hans-Jürgen Spieß 2013 mit dem Annalise-Wagner-Preis ausgezeichnet.
Peter Wernicke starb am 8. September 2017 durch einen Bootsunfall.

## Schriften (Auswahl)
- Der Einfluss des Wetters auf den herbstlichen Zug nordischer Gänse. Akademie der Landwirtschaftswissenschaften der DDR, Berlin 1989.
- Zwischen Havel und Strom. Die Naturparks Feldberger Seenlandschaft und Uckermärkische Seen. Thomas, Leipzig 1998.
- Seeadler ganz nah. Natur und Text, Rangsdorf 2006, ISBN 978-3-9810058-1-3.
- Naturerlebnis Mecklenburgische Seenplatte. Hinstorff, Rostock 2007, ISBN 978-3-356-01179-1.
- Schreiadler. Vogel ohne Lebensraum. Hinstorff, Rostock 2009, ISBN 978-3-356-01306-1.